# Station Bierges-Walibi
Station Bierges-Walibi is een spoorweghalte langs spoorlijn 139 (Leuven - Ottignies) in Bierges, een deelgemeente van de stad Waver, vlak bij het attractiepark Walibi. Het station heette oorspronkelijk "Bierges-lez-Wavre". In 1910 werd de naam vereenvoudigd tot "Bierges (Wavre)". In 1994 volgde een tweede hernoeming, het station heet sindsdien "Bierges-Walibi".

## Treindienst
| Serie    | Treinsoort               | Route                                                | Bijzonderheden                                                             |
| -------- | ------------------------ | ---------------------------------------------------- | -------------------------------------------------------------------------- |
| S 20     | GEN (NMBS)               | Leuven – Waver – Bierges-Walibi – Ottignies          |                                                                            |
| S 61     | S-trein Charleroi (NMBS) | Waver – Bierges-Walibi – Charleroi-Centraal – Jambes | Rijdt in de week 2×/u tussen Jambes - Charleroi-Centraal.                  |
| ICT 6905 | Toeristentrein (NMBS)    | Leuven – Bierges-Walibi – Ottignies                  | Rijdt tijdens de openingstijden van Walibi.                                |
| ICT 6960 | Toeristentrein (NMBS)    | Waver – Bierges-Walibi – Ottignies – Brussel-Zuid    | Rijdt tijdens de openingstijden van Walibi. Op werkdagen tot Ottignies.    |
| ICT 6965 | Toeristentrein (NMBS)    | Waver – Bierges-Walibi – Ottignies                   | Rijdt tijdens de openingstijden van Walibi. Verder als L-trein naar Namen. |
| ICT 6985 | Toeristentrein (NMBS)    | Waver – Bierges-Walibi – Ottignies                   | Rijdt tijdens de openingstijden van Walibi.                                |

## Reizigerstellingen
De nabijheid van het pretpark Walibi maakt dat het aantal opstappende reizigers op zaterdag bijna vijf keer en op zondag bijna vier keer hoger ligt dan in de week.
De grafiek en tabel geven het gemiddeld aantal instappende reizigers weer op een week-, zater- en zondag.
| Tabel: aantal instappende reizigers station Bierges-Walibi | Tabel: aantal instappende reizigers station Bierges-Walibi | Tabel: aantal instappende reizigers station Bierges-Walibi | Tabel: aantal instappende reizigers station Bierges-Walibi |
|                                                            | Weekdag                                                    | Zaterdag                                                   | Zondag                                                     |
| ---------------------------------------------------------- | ---------------------------------------------------------- | ---------------------------------------------------------- | ---------------------------------------------------------- |
| 1977                                                       | 240                                                        | 44                                                         | 43                                                         |
| 1978                                                       | 248                                                        | 70                                                         | 128                                                        |
| 1979                                                       | 268                                                        | 71                                                         | 101                                                        |
| 1980                                                       | 231                                                        | 69                                                         | 27                                                         |
| 1981                                                       | 262                                                        | 30                                                         | 16                                                         |
| 1982                                                       | 230                                                        | 30                                                         | 19                                                         |
| 1983                                                       | 246                                                        | 33                                                         | 18                                                         |
| 1984                                                       | 215                                                        | 33                                                         | 22                                                         |
| 1985                                                       | 195                                                        | 39                                                         | 22                                                         |
| 1986                                                       | 175                                                        | 35                                                         | 16                                                         |
| 1987                                                       | 232                                                        | 26                                                         | 20                                                         |
| 1988                                                       | 233                                                        | 23                                                         | 22                                                         |
| 1989                                                       | 178                                                        | 46                                                         | 34                                                         |
| 1990                                                       | 199                                                        | 57                                                         | 35                                                         |
| 1991                                                       | 169                                                        | 67                                                         | 49                                                         |
| 1992                                                       | 246                                                        | 60                                                         | 55                                                         |
| 1993                                                       | 194                                                        | 61                                                         | 27                                                         |
| 1994                                                       | 176                                                        | 57                                                         | 25                                                         |
| 1995                                                       | 160                                                        | 72                                                         | 51                                                         |
| 1996                                                       | 169                                                        | 83                                                         | 66                                                         |
| 1997                                                       | 163                                                        | 327                                                        | 274                                                        |
| 1998                                                       | 143                                                        | 264                                                        | 150                                                        |
| 1999                                                       | 158                                                        | 242                                                        | 438                                                        |
| 2000                                                       | 176                                                        | 490                                                        | 466                                                        |
| 2001                                                       | 115                                                        | 242                                                        | 24                                                         |
| 2002                                                       | 136                                                        | 432                                                        | 385                                                        |
| 2003                                                       | 140                                                        | 635                                                        | 570                                                        |
| 2004                                                       | 125                                                        | 444                                                        | 324                                                        |
| 2005                                                       | 184                                                        | 532                                                        | 712                                                        |
| 2006                                                       | 157                                                        | 260                                                        | 404                                                        |
| 2007                                                       | 167                                                        | 798                                                        | 466                                                        |
| 2008                                                       | -                                                          | -                                                          | -                                                          |
| 2009                                                       | 156                                                        | 443                                                        | 221                                                        |
| 2010                                                       | -                                                          | -                                                          | -                                                          |
| 2011                                                       | -                                                          | -                                                          | -                                                          |
| 2012                                                       | 122                                                        | 533                                                        | 360                                                        |
| 2013                                                       | 119                                                        | 667                                                        | 304                                                        |
| 2014                                                       | 139                                                        | 400                                                        | 367                                                        |
| 2015                                                       | 85                                                         | 623                                                        | 584                                                        |
| 2016                                                       | 96                                                         | 647                                                        | 682                                                        |
| 2017                                                       | 130                                                        | 1 026                                                      | 890                                                        |
| 2018                                                       | 154                                                        | 797                                                        | 578                                                        |
| 2019                                                       | 146                                                        | 504                                                        | 562                                                        |
| 2020                                                       | 106                                                        | 314                                                        | 289                                                        |
| 2021                                                       | -                                                          | -                                                          | -                                                          |
| 2022                                                       | 245                                                        | 989                                                        | 735                                                        |
| 2023                                                       | 187                                                        | 929                                                        | 687                                                        |
| 2024                                                       | 196                                                        | 1198                                                       | 655                                                        |

0,0: Leuven ·
3,0: Heverlee ·
8,4: Oud-Heverlee ·
10,8: Zoetwater ·
12,0: Sint-Joris-Weert ·
14,5: Pécrot ·
16,9: Florival ·
18,0: Eerken ·
20,0: Gastuche ·
21,9: Basse-Wavre ·
24,0: Wavre ·
25,1: Bierges-Walibi ·
26,8: Limal ·
29,0: Ottignies